# Denis-Benjamin Papineau
Denis-Benjamin Papineau (ur. 13 listopada 1789 w Montrealu, zm. 20 stycznia 1854 w Papineauville) – kanadyjski księgarz, ziemianin, administrator ziemski i polityk. Ko-premier rządu Prowincji Kanady.

## Życiorys
Denis-Benjamin urodził się 13 listopada 1789 w Montrealu w wielodzietnej, lecz bogatej rodzinie francuskiej żyjącej w Dolnej Kanadzie. W latach 1801–1807 studiował na Petit Seminaire de Quebec, w tej samej szkole, którą w 1804 ukończył jego starszy brat Louis-Joseph Papineau – przywódca rebelii patriotycznej. Po ukończeniu szkoły zajął się zarządzaniem majątkiem swego ojca Josepha Papineau, który zaangażowany był w regionalną politykę. W tym czasie dbał o rozszerzenie areału ziem uprawnych poprzez karczowanie lasów, zasiedlanie nieużytków, zbudował także młyn oraz luksusową rezydencję i nowoczesny gospodarczy dwór. Choć ojciec Denisa-Banjamina uważał, że jest on słabym zarządcą, utrzymał swe stanowisko przez wiele lat, nawet wtedy gdy majątek odziedziczył jego starszy brat, podobnie jak ojciec zaangażowany w politykę. Denis-Benjamin kontynuował zarządzaniem majątkiem także w czasie wygnania brata, po nieudanej rebelii, aż do 1845 roku. W tym czasie zaangażowany był w inne przedsięwzięcia handlowe. Był między innymi współwłaścicielem dużej księgarni w Montrealu. Obok zajęć handlowych zaangażowany był także w lokalna administrację. Wielokrotnie sprawował funkcje sędziego pokoju. Był także komisarzem departamentu dróg i mostów. W 1822 nabył seniorat Petite-Nation, którym zarządzał ze zmiennym szczęściem. Próba hodowli koni okazała się porażką, lecz przemysłowa hodowla owiec zakończyła się sporym sukcesem, przynosząc Papineau spore dochody.
Podobnie jak ojciec i starszy brat, Denis-Benjamin zainteresowany był czynną polityką. Przez długie lata był liderem Parti Canadien kierując ją na bardziej konserwatywne tory. W latach 1842–1847 reprezentował Ottawę w radzie legislacyjnej. W 1844 wszedł do rządu Drapera – Vigera. Po jego rozwiązaniu wziął na siebie role ko-premiera w rządzie Drapera, a następnie Sherwooda. W tym czasie postać jego wzbudziła wiele kontrowersji we francuskojęzycznym środowisku. Choć Papineau rodzinnie związany był ze środowiskiem radykalnych reformatorów, politycznie raczej bliski swemu kuzynowi i imiennikowi Denis-Benjamin Viger, który reprezentował frakcję umiarkowanych reformatorów i lojalistów we francuskiej społeczności. Do najbardziej kontrowersyjnych decyzji Papineau, w czasie udziału w rządzie była zgoda na likwidację drugiego oficjalnego języka Kanady, języka francuskiego. Głęboki sprzeciw wywołało poparcie udzielone reformie oświaty, która poddawała szkoły pod kontrolę państwową, ze szkodą dla kościoła katolickiego. Dopiero silna opozycja kleru skłoniła go do zmiany syanowiska w tej kwestii i przeprowadzenia zmiany w ustawie, przywracającej pewna formę kontroli szkolnictwa przez kościół.
Kariera polityczna Papineau zakończyła się w 1848, gdy uległ namowom Vigera i wraz z nim wyszedł z rządu. Od tego momentu trawiony chorobami zamieszkał w swej posiadłości, gdzie pozostał do śmierci 20 stycznia 1854.